# Leptodelphax dymas
Leptodelphax dymas är en insektsart som beskrevs av Ronald Gordon Fennah 1961. Leptodelphax dymas ingår i släktet Leptodelphax och familjen sporrstritar. Inga underarter finns listade i Catalogue of Life.